# Mehdi Baki
Mehdi Baki (Épinay-sur-Seine, 2 marzo 1988) è un danzatore, attore e coreografo francese.

## Biografia
Baki, di madre francese e padre algerino, scopre la break dance all'età di 11 anni, praticando contemporaneamente la capoeira e la danza acrobatica. Dopo il diploma, si iscrive all'Accademia Internazionale di Danza di Parigi dove studia lo stile classico, jazz, e contemporaneo. Nel 2013, prosegue il suo percorso formativo anche in campo attoriale presso la Scuola internazionale di teatro Jacques Lecoq.
Nell'ambito della cultura hip hop, Baki si è formato a lungo nelle battaglie di break dance. Fra le sue vittorie, è stato due volte campione del mondo nel 2018 e nel 2019 del festival Open Your Mind di danza sperimentale.

## Carriera
Danzatore di professione fin dall'età adolescenziale, Baki ha ballato in numerose produzioni teatrali, lavorando anche in televisione, tournée, concerti sinfonici e creazioni audiovisive per musicisti, registi e compagnie. Fra i coreografi più noti con i quali ha collaborato si citano Sébastien Lefrançois, James Thierrée, Giuliano Peparini e Yoann Bourgeois. Nel 2019, è Bourgeois a guidarlo in Bounce, lo spot della Apple nominato ai Premi Emmy.
Come coreografo, ha creato nel 2018 il duetto Bye Bye Myself, embrione di OhhO, una pièce full-length del 2020 che interpreta insieme a Nicolas Fayol.
Il suo esordio cinematografico è nel 2022, nel cast principale di La vita è una danza (En corps) diretto da Cédric Klapisch. Nel film, Baki ricopre il ruolo del breaker di cui si innamora la protagonista, una ballerina dell'Opéra di Parigi interpretata da Marion Barbeau.

## Principali coreografie
- Obstacle, di Sébastien Lefrançois (2011)
- Borderline, della compagnia Wang Ramirez (2013)
- Tabac Rouge, di James Thierrée, La Compagnie du hanneton (2013)
- Hubris, di David Drouard (2014)
- Minuit, di Yoann Bourgeois (2014)
- Scala, di Yoann Bourgeois (2018)
- Bye bye myself, di Mehdi Baki e Nicholas Fayol (2018)
- OhhO, di Mehdi Baki e Nicholas Fayol (2020)
- Les Animaux Modeles, Concerts Pasdeloup, Philharmonie de Paris (2022)
- Stand By, di Thi-May Nguyen e Mehdi Baki (2023)
- Apaches, di Saïdo Lehlouh, Opéra national de Paris (2024)
- Témoin, di Saïdo Lehlouh (2024)
- Ring (variations du couple), di Léonore Confino, coreografie Mehdi Baki (2024)

## Filmografia parziale

### Film
- La vita è una danza (En corps), regia di Cédric Klapisch (2022)
- L(oo)ping, regia di Louise Narboni (2023)
- Dopo Oliver (Good Grief), regia di Dan Levy (2023)

### Cortometraggi
- Pleine Lune, regia di Xavier Reim (2021)
- It's gonna be okay, regia di Thibault Buccellato (2023)
- Storm and D., regia di Karim Coppola (2024)

### Televisione
- Amici di Maria De Filippi – direzione artistica di Giuliano Peparini (2014–2015–2016)
- House Party – direzione artistica di Giuliano Peparini (2016)

### Spot pubblicitari
- Seat Ibiza: Dance, regia di Nacho Gayan (2017)
- Apple: Bounce, regia di Oscar Hudson (2019)

### Videoclip
- À l'Ombre – di Mylène Farmer, regia di Laurent Boutonnat (2012)
- Vivere a colori – di Alessandra Amoroso, regia di Mauro Russo (2016)
- L'insatisfait – di Suzane, regia di Neels Castillon (2018)
- Lunar – di Bibi Zhou, regia di Jonathan Desbiens (20 19)
- Anthem Grey – di Awir Leon, regia di Neels Castillon (2021)
- Purple Light – di Vanupié, regia di Catia Mota Da Cruz (2023)

### Altre attività
- Cléopâtre, la dernière Reine d'Egypte, commedia musicale di Kamel Ouali (2009–2010)
- 1789, Les Amants de la Bastille, commedia musicale di Giuliano Peparini (2012–2014)
- Timeless 2013, tournée di Mylène Farmer (2013)

## Doppiatori italiani
Nelle versioni in italiano dei suoi film, Mehdi Baki è stato doppiato da:
- Patrizio Cigliano in La vita è una danza[8]
- Simone Veltroni in Dopo Oliver[9]

## Riconoscimenti
- 2020 – British Arrows: Gold Craft ai migliori effetti in-camera e stunts per Bounce (condiviso con Yoann Bourgeois e Oscar Hudson)[10]